# 양곡초등학교 (경기)
양곡초등학교는 대한민국 경기도 김포시 양촌읍 양곡리에 있는 공립 초등학교이다.

## 학교 연혁
| 1919년 | 12월 15일 | 양곡공립보통학교(4년제) 개교            |
| 1936년 | 5월 20일  | 6년제 인가                              |
| 1938년 | 4월 1일   | 양촌공립심상소학교로 개칭               |
| 1941년 | 4월 1일   | 양촌공립국민학교로 개칭                 |
| 1967년 | 11월 30일 | 양곡국민학교로 명칭 변경                |
| 1981년 | 3월 2일   | 병설유치원 개원                         |
| 1995년 | 3월 2일   | 특수학급 2학급 신설                     |
| 1996년 | 3월 1일   | 양곡초등학교로 개칭                     |
| 2017년 | 2월 10일  | 제95회 졸업식(82명, 13,731명)           |
| 2017년 | 3월 1일   | 15학급, 특수 3학급(순회1학급 포함) 편성 |
| 2017년 | 3월 1일   | 제35대 박형호 교장 부임                 |

## 참고 자료
- 양곡초등학교 - 한국교육학술정보원 학교알리미